# OVW Heavyweight Championship
Le OVW Heavyweight Championship est un titre de catch, actuellement utilisé par la Ohio Valley Wrestling. C'est le titre le plus important de la fédération.

## Historique du titre
Le titre a été créé le 17 août 1997 et est remporté pour la première fois par Trailer Park Trash.
Il est actuellement détenu par Abyss.
Le titre connait actuellement 124 règnes, pour un total de 68 champions différents, et fut également vacant 11 fois.

## Historique des règnes
| #   | Champion           | Nombre de règnes | Date              | Jours        | Lieu                    | Évènement                  | Notes |
| --- | ------------------ | ---------------- | ----------------- | ------------ | ----------------------- | -------------------------- | --- |
| 1   | Trailer Park Trash | 1                | 17 août 1997      | 76 jours     | Jeffersonville          | House show                 | Bat Vic The Bruiser et devient le premier champion poids lourds de la NWA-OVW.                                                                        |
| -   | Vacant             | 1                | 1er novembre 1997 | 15 jours     |                         |                            | |
| 2   | Bill Dundee        | 1                | 16 novembre 1997  | 7 jours      | Jeffersonville          | House show                 | Remporte une bataille royale et devient le nouveau champion.                                                                                          |
| 3   | Rip Rogers         | 1                | 23 novembre 1997  | 192 jours    | Jeffersonville          | House show                 | |
| 4   | Nick Dinsmore      | 1                | 3 juin 1998       | 7 jours      | Jeffersonville          | House show                 | |
| 5   | David C.           | 1                | 10 juin 1998      | 25 jours     | Jeffersonville          | House show                 | Remporte le titre par forfait. |
| 6   | Doug Basham        | 1                | 5 juillet 1998    | 70 jours     | Jeffersonville          | House show                 | |
| 7   | Rip Rogers         | 2                | 13 septembre 1998 | 107 jours    | Jeffersonville          | House show                 | |
| 8   | Doug Basham        | 2                | 29 décembre 1998  | 5 jours      | Louisville              | House show                 | |
| 9   | Rip Rogers         | 3                | 3 janvier 1999    | 30 jours     | Louisville              | House show                 | |
| 10  | Rod Steele         | 1                | 2 février 1999    | 75 jours     | Louisville              | House show                 | |
| 11  | Nick Dinsmore      | 2                | 18 avril 1999     | 10 jours     | Jeffersonville          | House show                 | |
| 12  | Rob Conway         | 1                | 28 avril 1999     | 9 jours      | Jeffersonville          | House show                 | |
| 13  | Nick Dinsmore      | 3                | 7 mai 1999        | 32 jours     | New Albany              | House show                 | |
| 14  | Damaja             | 1                | 8 juin 1999       | 70 jours     | Louisville              | House show                 | |
| 15  | Rob Conway         | 2                | 17 août 1999      | 85 jours     | Louisville              | House show                 | |
| 16  | Rico Constantino   | 1                | 10 novembre 1999  | 46 jours     | Louisville              | House show                 | |
| 17  | Flash Flanagan     | 1                | 26 décembre 1999  | 42 jours     | Louisville              | House show                 | |
| 18  | Rico Constantino   | 2                | 6 février 2000    | 11 jours     | Louisville              | House show                 | |
| 19  | Flash Flanagan     | 2                | 17 février 2000   | 47 jours     | Jeffersonville          | House show                 | |
| 20  | Damaja             | 2                | 4 avril 2000      | 50 jours     | Louisville              | House show                 | |
| 21  | Nick Dinsmore      | 4                | 24 mai 2000       | 45 jours     | Jeffersonville          | House show                 | |
| 22  | Flash Flanagan     | 3                | 8 juillet 2000    | 27 jours     | Jeffersonville          | House show                 | |
| 23  | Nick Dinsmore      | 5                | 4 août 2000       | 33 jours     | Louisville              | House show                 | |
| 24  | Rob Conway         | 3                | 6 septembre 2000  | 49 jours     | Jeffersonville          | House show                 | |
| 25  | Nick Dinsmore      | 6                | 25 octobre 2000   | 125 jours    | Jeffersonville          | House show                 | |
| 26  | Rico Constantino   | 3                | 27 février 2001   | 36 jours     | Louisville              | House show                 | |
| 27  | Flash Flanagan     | 4                | 4 avril 2001      | 112 jours    | Louisville              | Bluegrass Brawl            | |
| 28  | Doug Basham        | 3                | 25 juillet 2001   | 126 jours    | Jeffersonville          | OVW TV                     | La OVW met un terme aux liens avec la NWA en octobre 2001. Le titre est renommé championnat poids lourds de la OVW.                                   |
| 29  | Leviathan          | 1                | 28 novembre 2001  | 84 jours     | Jeffersonville          | OVW TV                     | |
| 30  | The Prototype      | 1                | 20 février 2002   | 84 jours     | Jeffersonville          | OVW TV                     | |
| 31  | Nova               | 1                | 15 mai 2002       | 175 jours    | Jeffersonville          | House show                 | |
| 32  | Damaja             | 3                | 6 novembre 2002   | 105 jours    | Louisville              | House show                 | |
| 33  | Nick Dinsmore      | 7                | 19 février 2003   | 46 jours     | Louisville              | House show                 | Dans un Triple Threat match qui incluait également Doug Basham.                                                                                       |
| 34  | Doug Basham        | 4                | 6 avril 2003      | 115 jours    | Louisville              | OVW TV                     | Dans un Two Out of Three Falls match. |
| 35  | Damaja             | 4                | 30 juillet 2003   | 14 jours     | Louisville              | OVW TV                     | Dans un Loser Leaves Town match. |
| 36  | Rob Conway         | 4                | 13 août 2003      | 0 jour       | Louisville              | OVW TV                     | |
| 37  | Johnny Jeter       | 1                | 13 août 2003      | 63 jours     | Louisville              | OVW TV                     | |
| 38  | Mark Magnus        | 1                | 15 octobre 2003   | 56 jours     | Louisville              | OVW TV                     | |
| -   | Vacant             | 2                | 10 décembre 2003  | 28 jours     |                         |                            | À la suite d'un double tombé de Nick Dinsmore et Johnny Jeter sur Mark Magnus dans un Three-Way match le 3 décembre.                                  |
| 39  | Nick Dinsmore      | 8                | 7 janvier 2004    | 98 jours     | Louisville              | OVW TV                     | Bat Johnny Jeter et devient le nouveau champion. |
| 40  | Matt Morgan        | 1                | 14 avril 2004     | 182 jours    | Louisville              | OVW TV                     | |
| 41  | Chris Cage         | 1                | 13 octobre 2004   | 49 jours     | Louisville              | OVW TV                     | |
| 42  | Chad Toland        | 1                | 1er décembre 2004 | 7 jours      | Louisville              | OVW TV                     | |
| 43  | Elijah Burke       | 1                | 8 décembre 2004   | 126 jours    | Louisville              | OVW TV                     | |
| 44  | Matt Morgan        | 2                | 13 avril 2005     | 14 jours     | Louisville              | OVW TV                     | |
| 45  | Brent Albright     | 1                | 27 avril 2005     | 98 jours     | Louisville              | OVW TV                     | |
| 46  | Johnny Jeter       | 2                | 3 août 2005       | 98 jours     | Louisville              | OVW TV                     | |
| 47  | Matt Cappotelli    | 1                | 9 novembre 2005   | 91 jours     | Louisville              | OVW TV                     | |
| -   | Vacant             | 3                | 8 février 2006    | 21 jours     | Louisville              | House show                 | À la suite du forfait de Matt Cappotelli après avoir appris qu'il souffrait d'une tumeur au cerveau.                                                  |
| 48  | Brent Albright     | 2                | 1er mars 2006     | 94 jours     | Louisville              | OVW TV                     | Bat CM Punk en finale d'un tournoi. |
| 49  | CM Punk            | 1                | 3 juin 2006       | 88 jours     | Louisville              | OVW TV                     | Dans un Strap match. |
| 50  | Chet the Jett      | 1                | 30 août 2006      | 56 jours     | Louisville              | OVW TV                     | |
| 51  | Jacob Duncan       | 1                | 25 octobre 2006   | 49 jours     | Louisville              | OVW TV                     | Dans un Unsanctioned match. |
| 52  | Chett the Jett     | 2                | 13 décembre 2006  | 0            | Louisville              | OVW TV                     | |
| 53  | Paul Burchill      | 1                | 13 décembre 2006  | 66 jours     | Louisville              | OVW TV                     | |
| 54  | Cody Runnels       | 1                | 17 février 2007   | 1 jour       | Elizabethtown           | House show                 | |
| 55  | Paul Burchill      | 2                | 18 février 2007   | 24 jours     | Louisville              | House show                 | |
| 56  | Aaron Stevens      | 1                | 14 mars 2007      | 56 jours     | Louisville              | House show                 | |
| 57  | Paul Burchill      | 3                | 9 mai 2007        | 14 jours     | Louisville              | House show                 | |
| -   | Vacant             | 4                | 23 mai 2007       | 9 jours      | Louisville              | House show                 | À la suite d'un double tombé entre Paul Burchill et Idol Stevens.                                                                                     |
| 58  | Jay Bradley        | 1                | 1er juin 2007     | 26 jours     | Louisville              | House show                 | Bat Paul Burchill et Idol Stevens dans un Three-Way match.                                                                                            |
| 59  | Paul Burchill      | 4                | 27 juin 2007      | 31 jours     | Louisville              | House show                 | |
| 60  | Vladimir Kozlov    | 1                | 28 juillet 2007   | 0 jour       | Elizabethtown           | House show                 | |
| 61  | Michael W. Kruel   | 1                | 28 juillet 2007   | 130 jours    | Elizabethtown           | House show                 | |
| 62  | Matt Sydal         | 1                | 5 décembre 2007   | 70 jours     | Louisville              | House show                 | Dernier Champion depuis que l'OVW est un club-éole de la WWE.                                                                                         |
| 63  | Jay Bradley        | 2                | 13 février 2008   | 7 jours      | Louisville              | House show                 | La WWE met fin à ses relations avec l'OVW le 7 février 2008.                                                                                          |
| 64  | Nick Dinsmore      | 9                | 20 février 2008   | 126 jours    | Louisville              | House show                 | |
| 65  | Anthony Bravado    | 1                | 25 juin 2008      | 115 jours    | Louisville              | House show                 | |
| 66  | Ryback             | 1                | 18 octobre 2008   | 14 jours     | Louisville              | House show                 | |
| 67  | Anthony Bravado    | 2                | 1er novembre 2008 | 28 jours     | Louisville              | House show                 | |
| 68  | Aaron Stevens      | 2                | 29 novembre 2008  | 49 jours     | Louisville              | House show                 | |
| 69  | Vaughn Lilas       | 1                | 17 janvier 2009   | 21 jours     | Louisville              | House show                 | |
| 70  | APOC               | 1                | 7 février 2009    | 77 jours     | Louisville              | House show                 | |
| 71  | Vaughn Lilas       | 2                | 25 avril 2009     | 22 jours     | Louisville              | House show                 | |
| 72  | APOC               | 2                | 17 mai 2009       | 62 jours     | Louisville              | House show                 | |
| 73  | Low Rider          | 1                | 18 juillet 2009   | 172 jours    | Louisville              | House show                 | |
| 74  | Moose              | 1                | 6 janvier 2010    | 52 jours     | Louisville              | OVW TV                     | |
| -   | Vacant             | 5                | 27 février 2010   | 0 jour       |                         |                            | Le titre lui est retiré à la suite d'une attaque sur des officiels.                                                                                   |
| 75  | Beef Wellington    | 1                | 27 février 2010   | 91 jours     | Louisville              | House show                 | Remporte une bataille royale pour le titre. |
| 76  | Mike Mondo         | 1                | 29 mai 2010       | 18 jours     | Louisville              | House show                 | |
| 77  | James Thomas       | 2                | 16 juin 2010      | 45 jours     | Louisville              | OVW TV                     | |
| 78  | Low Rider          | 2                | 31 juillet 2010   | 161 jours    | Louisville              | House show                 | |
| 79  | Cliff Compton      | 1                | 8 janvier 2011    | 56 jours     | Louisville              | House show                 | C'était un Three-Way match impliquant également Mike Mondo.                                                                                           |
| 80  | Mike Mondo         | 2                | 5 mars 2011       | 60 jours     | Louisville              | House show                 | C'était un Three-Way Ladder match impliquant également Low Rider.                                                                                     |
| -   | Vacant             | 5                | 4 mai 2011        | 10 jours     | Louisville              | OVW TV                     | Ce titre était vacant après que Mike Mondo est attaqué le président Danny Davis.                                                                      |
| 81  | Cliff Compton      | 2                | 14 mai 2011       | 11 jours     | Louisville              | House show                 | C'était un match a poing américain contre Mike Mondo avec Danny Davis comme arbitre spécial.                                                          |
| 82  | Elvis Pridemoore   | 1                | 25 mai 2011       | 7 jours      | Louisville              | OVW TV                     | |
| -   | Vacant             | 6                | 1er juin 2011     | 30 jours     | Louisville              | OVW TV                     | Vacant après avoir découvert qu'il avait gagné en raison de l'interférence extérieur de Mike Mondo.                                                   |
| 83  | Jason Wayne        | 1                | 1er juillet 2011  | 117 jours    | Louisville              | OVW TV                     | Bat Mike Mondo dans une finale de tournoi |
| 84  | Nick Dinsmore      | 10               | 26 octobre 2011   | 7 jours      | Louisville              | OVW TV                     | |
| 85  | Rudy Switchblade   | 1                | 2 novembre 2011   | 122 jours    | Louisville              | OVW TV                     | Bat Nick Dinsmore, Jason Wayne, Adam Revolver, Ted McNaler, James Thomas, Rocco Bellagio et Mike Mondo dans un match à 8 hommes.                      |
| 86  | Johnny Spade       | 1                | 3 mars 2012       | 70 jours     | Louisville              | Saturday Night Special     | |
| 87  | Rob Terry          | 1                | 12 mai 2012       | 46 jours     | Louisville              | Saturday Night Special     | |
| -   | Vacant             | 7                | 27 juin 2012      | 10 jours     | Louisville              | OVW TV                     | Le conseiller d'administration de la OVW Ken Wayne met vacant tous les championnats.                                                                  |
| 88  | Johnny Spade       | 2                | 7 juillet 2012    | 67 jours     | Louisville              | Saturday Night Special     | Bat Rob Terry dans une finale de gauntlet à 10 hommes.                                                                                                |
| 89  | Crimson            | 1                | 12 septembre 2012 | 80           | Louisville              | OVW TV                     | |
| 90  | Rob Terry          | 2                | 1er décembre 2012 | 60           | Louisville              | Saturday Night Special     | . |
| 91  | Doug Williams      | 1                | 30 janvier 2013   | 70           | Louisville              | OVW TV                     | . |
| 92  | Jamin Olivencia    | 1                | 10 avril 2013     | 241          | Louisville              | OVW TV                     | |
| -   | Vacant             | 8                | 4 décembre 2013   | 3 jours      | Louisville              | OVW TV                     | Titre laissé vacant par le propriétaire Danny Davis sur des actions inappropriés à la télé.                                                           |
| 93  | Jamin Olivencia    | 2                | 7 décembre 2013   | 28 jours     | Louisville              | Saturday Night Special     | Bat Johnny Spade. |
| 94  | Marcus Anthony     | 1                | 4 janvier 2014    | 126          | Louisville              | Saturday Night Special     | |
| 95  | Jamin Olivencia    | 3                | 10 mai 2014       | 56           | Louisville              | Saturday Night Special     | |
| 96  | Marcus Anthony     | 2                | 5 juillet 2014    | 28           | Louisville              | Saturday Night Special     | C'était un Last Man Standing match. |
| 97  | Melvin Maximus     | 1                | 2 août 2014       | 63           | Louisville              | Saturday Night Special     | |
| 98  | Cliff Compton      | 3                | 4 octobre 2014    | 63           | Louisville              | Saturday Night Special     | C'était un Triple Threat match impliquant également Marcus Anthony.                                                                                   |
| 99  | Adam Revolver      | 1                | 6 décembre 2014   | 63           | Louisville              | Saturday Night Special     | |
| 100 | Mohamad Ali Vaez   | 1                | 7 février 2015    | 81           | Louisville              | Saturday Night Special     | |
| 101 | Eddie Diamond      | 1                | 29 avril 2015     | 86           | Louisville              | TV Tapping                 | |
| 102 | Chris Silvio       | 1                | 24 juillet 2015   | 134 jours    | Louisville              | Friday Night Fights 2      | |
| 103 | Ryan Howe          | 1                | 5 décembre 2015   | 4            | Louisville              | Saturday Night Special     | |
| 104 | Rob Conway         | 5                | 9 décembre 2015   | 24 jours     | Louisville              | TV Tapping                 | |
| 105 | Ryan Howe          | 2                | 2 janvier 2016    | 77           | Louisville              | Saturday Night Special     | |
| 106 | Devin Driscoll     | 1                | 19 mars 2016      | 28           | Elizabethtown, Kentucky | Live Event                 | |
| -   | Vacant             | -                | 16 avril 2016     | -            | Elizabethtown, Kentucky | Live Event                 | Le titre est rendu vacant par le fondateur de la OVW Danny Davis.                                                                                     |
| 107 | Big Jon            | 1                | 16 avril 2016     |              | Elizabethtown, Kentucky | Live Event                 | Il bat Rocco Bellagio pour remporter le titre. |
| 108 | Rocco Bellagio     | 1                | 14 mai 2016       | 322          | Louisville, Kentucky    | OVW Saturday Night Special | C'était un No Holds Barred match. |
| 109 | Big Jon            | 2                | 1er avril 2017    | 91           | Louisville, Kentucky    | OVW Saturday Night Special | C'était un Steel Cage match. |
| 110 | Adam Revolver      | 2                | 1er juillet 2017  | 63           | Louisville, Kentucky    | OVW Saturday Night Special | Michael Hayes était l'arbitre spécial de ce match. |
| 111 | Tyler Matrix       | 1                | 2 septembre 2017  | 63           | Louisville, Kentucky    | OVW Saturday Night Special | |
| 112 | Michael Hayes      | 1                | 4 novembre 2017   | 102          | Louisville, Kentucky    | OVW Saturday Night Special | Hayes encaisse son War Games. |
| 113 | Randy Royal        | 1                | 14 février 2018   | 17           | Louisville, Kentucky    | OVW TV Tapings             | |
| 114 | Michael Hayes      | 2                | 3 mars 2018       | 126          | Louisville, Kentucky    | OVW Saturday Night Special | C'était un match triple menace incluant également Chris Silvio.                                                                                       |
| 115 | Amon               | 1                | 7 juillet 2018    | 18           | Louisville, Kentucky    | OVW Saturday Night Special | C'était un Casket match. |
| 116 | Abyss              | 1                | 25 juillet 2018   | 7            | Louisville, Kentucky    | OVW TV Tapings             | Abyss devient champion après que Amon lui ait offert le titre.                                                                                        |
| -   | Vacant             | -                | 1er août 2018     | -            | Louisville, Kentucky    | OVW TV Tapings             | Le titre est rendu vacant par Dean Hill. |
| 117 | Abyss              | 2                | 10 octobre 2018   | 112          | Louisville, Kentucky    | OVW TV Tapings             | Abyss récupère le titre vacant en battant Justin Smooth                                                                                               |
| 118 | Tony Gunn          | 1                | 30 janvier 2019   | 77           | Louisville, Kentucky    | OVW TV Tapings             | |
| 119 | Dimes              | 1                | 17 avril 2018     | 7            | Louisville, Kentucky    | OVW TV Tapings             | C'était un Gauntlet match également pour le OVW Television Championship, ce match incluait aussi Amon, Drew Hernandez, Brandon Wolfe et William Lutz. |
| 120 | Justin Smooth      | 1                | 24 avril 2019     | 21           | Louisville, Kentucky    | OVW TV Tapings             | C'était un three way match incluant aussi Amon. |
| 121 | Michael Hayes      | 3                | 25 mai 2019       | 17           | Louisville, Kentucky    | OVW TV Tapings             | |
| 122 | Justin Smooth      | 2                | 1er juin 2019     | 245          | Louisville, Kentucky    | OVW Saturday Night Special | |
| 123 | Maximus Khan       | 1                | 1er février 2020  | 35           | Louisville, Kentucky    | OVW Saturday Night Special | |
| 124 | Tony Gunn          | 2                | 7 mars 2020       | 273          | Louisville, Kentucky    | OVW Saturday Night Special | |
| 125 | Brian Pillman, Jr. | 1                | 5 décembre 2020   | 28           | Louisville, Kentucky    | Chistmas Chaos             | C'était un steel cage match. |
| -   | Vacant             | -                | 2 janvier 2021    | -            |                         |                            | Pillman a rendu le titre vacant en raison de ses engagements avec la AEW                                                                              |
| 126 | Omar Amir          | 1                | 9 janvier 2021    | 117          | Louisville, Kentucky    | OVW Nightmare Rumble 2021  | Il a remporté le Nightmare Rumble pour devenir le nouveau OVW Heavyweight Champion                                                                    |
| 127 | Cash Flo           | 1                | 6 mai 2021        | 51           | Louisville, Kentucky    | OVW TV Tapings             | |
| 128 | Omar Amir          | 2                | 26 juin 2021      | 103          | Louisville, Kentucky    | OVW Saturday Night Special | |
| -   | Vacant             | -                | 7 octobre 2021    | -            |                         |                            | |
| 129 | Ryan Howe          | 3                | 21 octobre 2021   | 1 388 jours+ | Louisville, Kentucky    | OVW TV Tapings             | |

## Règnes combinés
| Rang             | Catcheurs                | Nombre de règnes | Jours combinés |
| ---------------- | ------------------------ | ---------------- | -------------- |
| 1                | Nick Dinsmore            | 10               | 529            |
| 2                | Tony Gunn                | 2                | 350            |
| 3                | Low Rider                | 2                | 333            |
| 4                | Rip Rogers               | 3                | 329            |
| 5                | Jamin Olivencia          | 3                | 322            |
| 5                | Rocco Bellagio           | 1                | 322            |
| 7                | Doug Basham              | 4                | 316            |
| 8                | Justin Smooth            | 2                | 266            |
| 9                | Michael Hayes            | 3                | 245            |
| 10               | Damaja                   | 4                | 239            |
| 11               | Flash Flanagan           | 4                | 228            |
| 12               | Matt Morgan              | 2                | 196            |
| 13               | Nova                     | 1                | 175            |
| 14               | Rob Conway               | 5                | 167            |
| 15               | Brent Albright           | 2                | 161            |
| 15               | Johnny Jeter             | 2                | 161            |
| 17               | Marcus Anthony           | 2                | 154            |
| 18               | Anthony Bravado          | 2                | 143            |
| 19               | Apoc                     | 2                | 139            |
| 20               | Johnny Spade             | 2                | 137            |
| 21               | Paul Burchill            | 4                | 135            |
| 22               | Chris Silvio             | 1                | 134            |
| 23               | Cliff Compton            | 3                | 130            |
| 23               | Michael Washington Kruel | 1                | 130            |
| 25               | Adam Revolver            | 2                | 126            |
| 25               | Elijah Burke             | 1                | 126            |
| 27               | Rudy Switchblade         | 1                | 122            |
| 28               | Abyss                    | 2                | 119            |
| 28               | Big Jon                  | 2                | 119            |
| 28               | CM Punk                  | 1                | 119            |
| 31               | Jason Wayne              | 1                | 117            |
| 32               | Rob Terry                | 2                | 106            |
| 33               | Aaron Stevens            | 2                | 105            |
| 34               | Moose/James Thomas       | 2                | 97             |
| 35               | Rico Constantino         | 3                | 93             |
| 36               | Brent Wellington         | 1                | 91             |
| 36               | Matt Cappotelli          | 1                | 91             |
| 38               | Eddie Diamond            | 1                | 86             |
| 39               | Leviathan                | 1                | 84             |
| 39               | The Prototype            | 1                | 84             |
| 41               | Ryan Howe                | 2                | 81             |
| 41               | Mohamad Ali Vaez         | 1                | 81             |
| 43               | Crimson                  | 1                | 80             |
| 44               | Mike Mondo               | 2                | 78             |
| 45               | Trailer Park Trash       | 1                | 76             |
| 46               | Rod Steele               | 1                | 75             |
| 47               | Doug Williams            | 1                | 70             |
| 47               | Matt Sydal               | 1                | 70             |
| 49               | Melvin Maximus           | 1                | 63             |
| 49               | Tyler Matrix             | 1                | 63             |
| 51               | Chet the Jett            | 1                | 56             |
| 51               | Mark Magnus              | 1                | 56             |
| 53               | Omar Amir                | 1                | 1 673+         |
| 54               | Chris Cage               | 1                | 49             |
| 54               | Jacob Duncan             | 1                | 49             |
| 56               | Vaughn Lilas             | 2                | 43             |
| 57               | Maximus Khan             | 1                | 35             |
| 58               | Jay Bradley              | 2                | 33             |
| 59               | Brian Pillman, Jr.       | 1                | 28             |
| 59               | Devin Driscoll           | 1                | 28             |
| 61               | David C.                 | 1                | 25             |
| 62               | Amon                     | 1                | 18             |
| 63               | Randy Royal              | 1                | 17             |
| 64               | Ryback                   | 1                | 14             |
| 65               |                          |                  |                |
| Bill Dundee      | 1                        | 7                |                |
| Chad Toland      | 1                        | 7                |                |
| Dimes            | 1                        | 7                |                |
| Elvis Pridemoore | 1                        | 7                |                |
| 69               | Cody Runnels             | 1                | 1              |
| 70               | Vladimir Kozlov          | 1                | <1             |

## Sources
- (en) « Ohio Valley Wrestling Heavyweight Championship (17 août 1997/1er novembre 2008) », sur Johnny O's Wrestling Website (consulté le 29 juillet 2009)
- (en) « OVW Heavyweight Championship », sur Ohio Valley Wrestling (consulté le 29 juillet 2009)
- (en) « NWA Ohio Valley Wrestling Heavyweight/Ohio Valley Wrestling Heavyweight Title History », sur Solie's Titles History (consulté le 29 juillet 2009)